# Turkije op de Olympische Winterspelen 2014
Turkije was een van de landen die deelnam aan de Olympische Winterspelen 2014 in Sotsji, Rusland.
Van de zes deelnemers (drie mannen en drie vrouwen) die hun vaderland vertegenwoordigden op deze editie van de Winterspelen, namen de langlaufers Sabahattin Oğlago en Kelime Çetinkaya (in 2002 en 2006 onder haar geboortenaam Kelime Aydin) voor de vierde opeenvolgende keer deel. Voor Tuğba Kocaağa (in 2010 onder haar geboortenaam Tuğba Daşdemir) was het haar tweede olympisch optreden.

## Deelnemers en resultaten
(m) = mannen, (v) = vrouwen 

### Alpineskiën
| Olympiër          | Onderdeel        | Resultaat | Prestatie                                                            |
| ----------------- | ---------------- | --------- | -------------------------------------------------------------------- |
| Emre Şimşek       | reuzenslalom (m) | 68e       | 1e run: 1.40,26 (76e) 2e run: 1.37,38 (67e) totaal: 3.17,64 (+32,35) |
| Emre Şimşek       | slalom (m)       | DNF-1     | 1e run: niet gefinisht                                               |
|                   |                  |           |                                                                      |
| Tuğba Kocaağa (2) | reuzenslalom (v) | 63e       | 1e run: 1.36,04 (70e) 2e run: 1.33,76 (59e) totaal: 3.09,80 (+32,93) |
| Tuğba Kocaağa (2) | slalom (v)       | 41e       | 1e run: 1.06,22 (51e) 2e run: 1.02,74 (40e) totaal: 2.08,90 (+24,42) |

### Kunstrijden
| Olympiër                   | Onderdeel | Resultaat | Prestatie                                        |
| -------------------------- | --------- | --------- | ------------------------------------------------ |
| Alisa Agafonova Alper Uçar | IJsdansen | 22e       | 49.84 (korte kür: 49.84, vrije kür niet bereikt) |

### Langlaufen
| Olympiër              | Onderdeel          | Resultaat | Prestatie                                                                           |
| --------------------- | ------------------ | --------- | ----------------------------------------------------------------------------------- |
| Sabahattin Oğlago (4) | sprint (m)         | 75e       | kwalificatie: 4.02,03 (+33,68)                                                      |
| Sabahattin Oğlago (4) | 15 km klassiek (m) | 71e       | 45.16,0 (+6.43,3)                                                                   |
|                       |                    |           |                                                                                     |
| Kelime Çetinkaya (4)  | sprint (v)         | 67e       | kwalificatie: 3.05,00 (+32,93)                                                      |
| Kelime Çetinkaya (4)  | 10 km klassiek (v) | 56e       | 32.58,0 (+4.40,2)                                                                   |
| Kelime Çetinkaya (4)  | 15 km skiatlon (v) | 61e       | klassieke stijl: 22.54,9 (61e) vrije stijl: 23.41,1 (61e) totaal: 47.17,7 (+8.44,1) |